# Genesis (Raye)
Genesis è un singolo della cantautrice britannica Raye, pubblicato il 7 giugno 2024.

## Antefatti
Raye ha iniziato a lavorare al brano nel 2022 mentre registrava il suo album di debutto My 21st Century Blues (2023) ricevendo, però, dei pareri misti da membri del suo team soprattutto per la lunghezza del brano.
Ai BRIT Awards 2024, Raye, con sei riconoscimenti vinti, ha battuto il record per il maggior numero di vittorie in una notte. Durante la cerimonia si è esibita con un medley di quattro canzoni: Ice Cream Man, Escapism, Prada ed un inedito senza nome. Successivamente Genesis è stata inclusa nella setlist del suo My 21st Century Blues Tour.

## Tracce
EP digitale
1. Genesis – 7:00
2. Genesis (Pt. I) – 1:16
3. Genesis (Pt. II) – 3:38
4. Genesis (Pt. III) – 2:22

7"
1. Genesis – 7:00
2. Genesis (Instrumental) – 7:00

## Classifiche
| Classifica (2024) | Posizione massima |
| ----------------- | ----------------- |
| Irlanda           | 53                |
| Regno Unito       | 22                |